# Ludmila Padrtová
Ludmila Padrtová, roz. Rencová (14. září 1931 Třeboň – 24. ledna 2016 Praha) byla česká kreslířka, malířka a fotografka. Patří k velikým solitérům českého moderního umění a spolu s Vladimírem Boudníkem je považována za průkopníka poválečné abstraktní malby.

## Život
V letech 1945–1949 absolvovala reálné gymnázium v Třeboni. Jako gymnazistka začala malovat a poznala svého budoucího manžela Jiřího Padrtu, který se studenty a asistenty Pedagogické fakulty jezdil do Třeboně na malířské plenéry. Její otec soukromě hospodařil a byl předválečným funkcionářem Agrárníků a proto nedostala doporučení ke studiu na vysoké škole. Odešla do Prahy, kde pak pracovala jako úřednice a překladatelka v podniku Keramika až do roku 1990.
Když se roku 1955 provdala za Jiřího Padrtu, o další výtvarné vzdělání už neusilovala a zůstala samoukem. Školení v malbě získávala zprostředkovaně spíše ve formě teoretických diskusí s Padrtou, Sýkorou a ostatními jeho přáteli. Světové abstraktní umění znala převážně z černobílých reprodukcí a osobně se s ním seznámila až při návštěvě Francie roku 1965, několik let poté, co vlastní tvorbu opustila. K ukončení tvorby vedlo Padrtovou vyčerpání možností jejího způsobu výtvarného vyjádření, komplikace, které přinášela práce s acetonovými barvami v bytě a ohled na kariéru svého muže, kterou nechtěla ohrozit. Předcházelo mu sdělení Václava Havla, že jejich byt a přátele, kteří za nimi chodí, sleduje StB a Padrtovou vede v evidenci jako abstraktní malířku.
Padrtovi bydleli v suterénním nebytovém prostoru v Praze 2, Pod Nuselskými schody, kde byla předtím tiskárna. Po průtrži mračen, která celý suterén vyplavila, získali i protější suterénní byt. Během stěhování Ludmila Padrtová vyhodila většinu ze svých obrazů a uchovala pouze kolem 250 kreseb.
Při hudbě a recitaci poezie se u nich scházela společnost, kam patřili Jiří Kolář, Václav Havel (tehdy kulisák v divadle ABC), Josef Hiršal, František Chaun, Jan Kotík, Hugo Demartini, Kamil Linhart, Věra Linhartová, Jan Ságl, František Šmejkal, Ludmila Vachtová, flétnista Milan Munclinger se svou ženou Viktorií Švihlíkovou a mnoho dalších. Svatbu zde slavil Ivan Martin Jirous, který byl Padrtův bratranec. Prostřednictvím svého manžela poznala Mikuláše Medka, Václava Boštíka, Adolfa Hoffmeistera, Vladimíra Boudníka ad.
Po předčasné smrti Jiřího Padrty se jejím druhým partnerem stal elektroinženýr a amatérský malíř Jan Vyleťal (1940–2013), za kterého se provdala roku 1979. Počátkem roku 2011 se na naléhání galeristy Milana Mikuše vrátila k malování. 
Ludmila Padrtová zemřela 24. ledna 2016, ve věku 84 let.
Velkou retrospektivní výstavu jejího díla uspořádala v roce 2013 Západočeská galerie v Plzni s reprízou v Muzeu umění v Olomouci.

## Dílo
Své první kresebné pokusy podle krajinné předlohy vytvářela již v Třeboni, když se ze zájmu jako gymnazistka přidala ke studentům Pedagogické fakulty, kteří zde malovali v plenéru. Soustavně se začala věnovat malování po roce 1951. Zpočátku kreslila stromy nebo krajiny v okolí Prahy a časem došla k zjednodušení výrazu a osvobození od reálné předlohy. Po sňatku získala větší prostor k vlastní tvorbě a Padrta, který se rozhodl věnovat výtvarné teorii, jí věnoval plátna, palety, olejové barvy a štětce. Od roku 1955 se tím její tvorba posunula v kvalitě. V krajinomalbě se inspirovala modernistickými směry z přelomu dvacátého století. Od poloviny 50. let malovala krajiny v expresivních a fauvistických barvách a po mezistupni, který se vyznačoval nejintenzivnější barevností a sama ho nazývala „Noldeovským“, roku 1956 dospěla k úplné abstrakci.
Ludmila Padrtová díky svému muži patřila k velmi dobře informovaným a poučeným výtvarníkům. Její abstraktní tvorbu podnítil Jiří Padrta, který ji přiměl zamýšlet se větší měrou nad výtvarným uměním v teoretické rovině, a ovlivnili ji i bývalí studenti Pedagogické fakulty Zdeněk Sýkora, Vladislav Mirvald a Kamil Linhart a také Jan Kotík a Miroslav Lamač, kteří manžele Padrtovy navštěvovali.
V druhé polovině padesátých let vytvářela abstraktní obrazy, ovlivněné tašismem, gestickou malbou, informelem a dálněvýchodní kaligrafií (díky kontaktům se Zdeňkem Sklenářem) a experimentovala s technikou koláže a kresbou tuší na savý papír. Malovala mimo jiné na nešepsovaná vlhčená prostěradla a kombinovala rozmývanou tuš, temperu, anilinové barvy, pastel, vosk a akvarel s nemalířskými prostředky jako káva nebo rez. Pro toto období jsou typické různé barevné variace a nové použití linie jako nosného skladebného prvku. Kolem roku 1959 se v jejích obrazech objevily jemné materiálové struktury v lyrickém barevném ladění a začala používat i dripping a acetonovou barvu. V roce 1960 vytvořila cyklus asi 10 obrazů nazvaných Pomsta informelu, kde použila informelní podklad z lité barvy, ale následně ho doplnila, či překryla barevnými figurálními, předmětnými a také krajinnými motivy. Následující rok svou tvorbu ukončila a řadu děl rozdala nebo zničila, protože usoudila, že informelní malba se stala módou, a také z obavy, aby neohrozila kariéru svého muže.
Samostatnou součástí její tvorby jsou ilustrace, které koncem 50. let vytvořila pouze pro sebe při četbě Novalise (Modrý květ, 1958) a Robinsona Jefferse (Pastýřka putující k dubnu, 1958). Jiné byly inspirované názvy obrazů Karla Boháčka, jehož monografii připravoval Jiří Padrta. Pod dívčím jménem Rencová doplnila svými kresbami jednu ze sci-fi povídek nazvanou „Zlatá sluneční jablka“ od Raye Bradburyho v povídkové knize Labyrint, když ji oslovil editor Adolf Hoffmeister.
Po ukončení malířské tvorby se v 70. letech věnovala fotografování přírody.
Torzo jejího raného díla, které čítalo kolem 40 obrazů a 250 kreseb, objevil roku 1996 Jiří Valoch a uspořádal výstavy v GMU Hradec Králové (1998) a Galerii Klatovy / Klenová (1999). Na naléhání galeristy Milana Mikuše se Padrtová počátkem roku 2011 vrátila k malování a během tří let vytvořila stovky kreseb a několik maleb, které navazují na její předchozí díla v duchu lyrické abstrakce. Inspirací jí byla příroda v okolí rodné Třeboně. Odtud pramení Padrtové jedinečná schopnost i velmi úspornými prostředky (často pouze černým pastelem a gumou) zachytit všechno to téměř neuchopitelné světelné mihotání, atmosférické chvění a zrcadlení vodních ploch.
Tvorba Ludmily Padrtové se ze současného pohledu jeví jako naprosto jedinečná, neboť vznikala v době, kdy bylo abstraktní umění stíháno ostrou oficiální kritikou. Zůstala po celou dobu solitérem, nebyla součástí žádného širšího proudu a když se abstraktním uměním začali zabývat další výtvarníci, svou tvorbu ukončila. Z dochovaného díla, které čítá kolem 40 obrazů a 250 kreseb, vlastní nejpočetnější soubor Muzeum umění Olomouc.

### Zastoupení ve sbírkách
- Národní galerie v Praze
- Muzeum umění Olomouc
- Západočeská galerie v Plzni
- Galerie Klatovy / Klenová

### Autorské výstavy
- 1998 Ludmila Padrtová: Obrazy, kresby, Galerie moderního umění, Hradec Králové
- 1999 Ludmila Padrtová: Obrazy a kresby 1955–1966, Malá výstavní síň hematologicko-transfúzní oddělení Nemocnice s poliklinikou, Louny
- 1999 Ludmila Padrtová: Obrazy, kresby z 50. let, Vila manželů Kotrbových, Klenová
- 1999 Ludmila Padrtová: Obrazy a kresby 1955–1966, Galerie Václava Špály, Praha
- 2003 Lyrická abstrakce a konvulzivní krása, 2. Komplementární svědectví Ludmily Padrtové a Aloise Nožička: Kresby a fotografie z let 1957 až 1965, Galerie Caesar, Olomouc
- 2011 Ludmila Padrtová: Návraty v padesáti letech, Galerie Maldoror, Praha
- 2013 Ludmila Padrtová: Gesto, pohyb, barva, Výstavní síň „13“, Plzeň
- 2014 Ludmila Padrtová: Radosti z malby (znovu po padesáti letech), Galerie Jiřího Jílka, Šumperk
- 2014 Ludmila Padrtová: První dáma české abstrakce. Dílo 1951–2013 / First Lady of the Czech Abstraction. Work 1951–2013, Muzeum umění Olomouc
- 2014 Ludmila Padrtová: Stromy, ptáci, hladiny – kresby 2011–2014, Galerie Václava Chada, Zlín